# Ulassai
Ulassai (en sardo: Ulassa) es un municipio de Italia de 1.571 habitantes en la provincia de Nuoro, región de Cerdeña.
Se trata de un centro agropastoral situado en la región central de la provincia, donde existe una tradición tejedora. Entre los lugares de interés destaca la iglesia románica de Santa Bárbara.

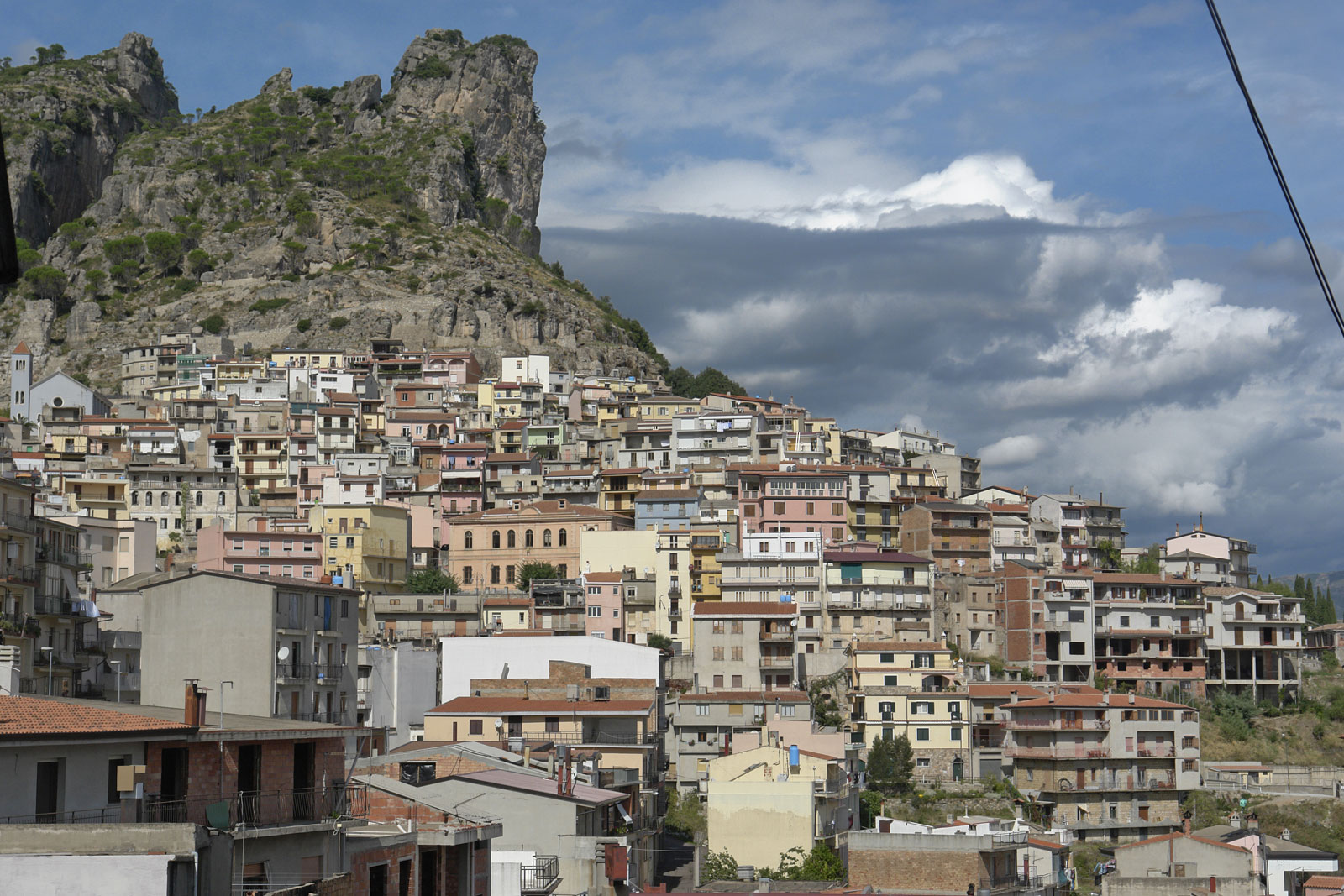
Vista del municipio.

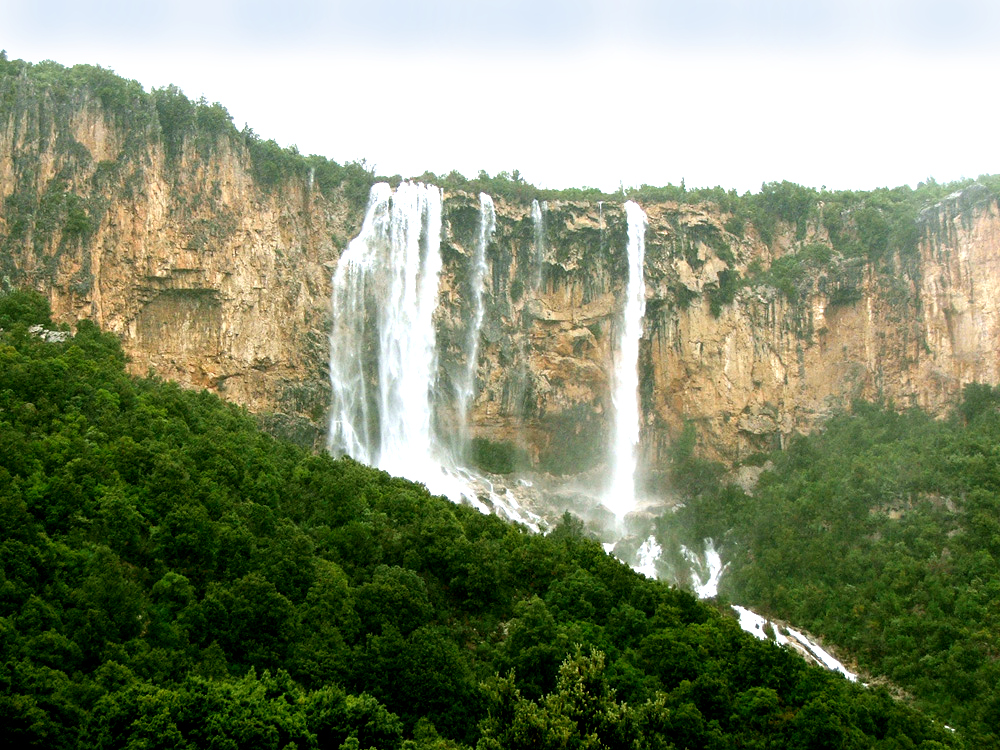
Cascada de Lequarci.

## Evolución demográfica
| Gráfica de evolución demográfica de Ulassai entre 1861 y 2001 |
|                                                               |
| Fuente ISTAT - Elaboración gráfica de Wikipedia               |